# حسن أباد (علي جمال)
حسن أباد (بالفارسية: حسن‌آباد) هي مستوطنة تقع في إيران في قسم علي جمال الريفي.